# Circles (canção de Christina Aguilera)
"Circles" é uma canção da cantora norte-americana Christina Aguilera, gravada para o seu sétimo álbum de estúdio Lotus. Foi escrita pela própria com o auxílio de Alexander Grant, Candice Pillay e Dwayne Abernathy, sendo que a produção ficou a cargo do segundo sob o nome artístico de Alex da Kid. A sua gravação decorreu em 2012 nos estúdios Westlake Recording Studios, em Los Angeles, na Califórnia. Embora não tenha recebido qualquer tipo de lançamento em destaque, devido às vendas digitais após a edição do trabalho de originais, conseguiu entrar e alcançar a 160.ª posição na tabela musical da Coreia do Sul, South Korea Gaon International Chart, com 1930 cópias vendidas no país.
A nível musical, é uma canção de tempo moderado que deriva de origens estilísticas do rock alternativo e possui um arranjo musical que consiste no uso de vocais, sintetizadores e guitarra. Liricamente, a cantora convida os seus inimigos a girarem em círculos ao redor do seu dedo do meio. "Circles" recebeu análises geralmente positivas por parte dos profissionais, sendo que muitos elogiaram o seu conteúdo lírico "obsceno e cativante". Foi ainda considerada como uma das melhores surpresas do disco e comparada aos trabalhos das cantoras Nicki Minaj e Rihanna.

## Antecedentes e desenvolvimento
Após o lançamento do sexto álbum de estúdio de Christina, Bionic, em 2010, que falhou em obter um desempenho comercial positivo, sucedeu-se o divórcio do seu ex-marido Jordan Bratman, a sua estreia em cinema com o musical Burlesque e a gravação da banda sonora de acompanhamento. Posteriormente, a cantora tornou-se treinadora no concurso The Voice transmitido pela NBC, e foi convidada para colaborar com a banda Maroon 5 em "Moves like Jagger", que esteve durante quatro semanas na liderança da Billboard Hot 100 dos Estados Unidos. Após estes acontecimentos, Aguilera anunciou que queria gravar o seu sétimo disco de originais, afirmando que ambicionava por faixas "pessoais" e de excelente qualidade. Numa entrevista, a intérprete falou sobre o significado do trabalho e revelou o seguinte:
| “ | [O álbum] será um ponto culminante de tudo que já experimentei, até agora... Já passei por muita coisa desde o lançamento do meu último álbum, estando no (The Voice), passando por um divórcio,... Isso tudo é uma espécie de renascimento livre para mim. Estou a abraçar muitas coisas diferentes, mas sinto-me bem com tudo, super-expressiva [e] super-vulnerável. | ” |

A cantora manifestou ainda que o disco seria sobre "auto-expressão e liberdade" por causa dos problemas pessoais que tinha superado durante o último par de anos. No programa The Tonight Show with Jay Leno em 2012, Christina falou sobre o seu novo material e confirmou que estava a demorar a gravar porque "não gostava de apenas obter as músicas a partir dos produtores". "Gosto que venham de um lugar pessoal... Estou muito animada. É divertido, emocionante, introspetivo, e vai ser extraordinário", rematou.

## Estilo musical e letra
"Circles" é uma canção de tempo moderado que deriva de origens estilísticas do rock alternativo, com a produção do inglês Alex da Kid e uma duração de três minutos e vinte cinco segundos (3:25). A sua gravação, que esteve a cargo de Josh Mosser, decorreu em 2012 nos estúdios Westlake Recording, em Los Angeles, na Califórnia. Candice Pillay e Aguilera ficaram responsáveis pela produção vocal no The Red Lip's Room, em Beverly Hills, enquanto que Oscar Ramirez tratou da gravação dos mesmos. A sua composição foi construída através de vocais, sintetizadores e acordes de guitarra, sendo que o último instrumento foi acrescentado por J Browz. Chris Younie do canal 4Music afirmou que a música começa "suave", mas "esbanja toneladas de atitude e irreverência" quando chegava ao refrão, comparando ao tema "Makeover" do álbum Stripped.
A letra foi escrita por Aguilera, Alexander Grant, Candice Pillay e Dwayne Abernathy. Liricamente, a cantora convida os seus inimigos a girarem em círculos ao redor do seu dedo do meio, com fortes influências no estilo Riot Grrrl da década de 90. Andrew Hampp, da revista Billboard, considerou que Christina entoa palavras como "gira, gira" e "filho da puta" num tom de voz "infantil" durante um "movimento anti-inimigos". Robert Copsey, do portal Digital Spy, considerou que o seu conteúdo lírico assemelha-se a uma "briga de recreio", destacando a passagem "Não sei porque tentas sempre meter-te no meu caminho / Eu sou muito fina e tu não passas de uma amargurada".

## Receção pela crítica
Após o lançamento do disco, a canção recebeu análises geralmente positivas por parte dos média especializados. Stephen Thomas Erlewine da Allmusic elegeu-a como uma das suas favoritas, considerando que a cantora é "trocista em relação aos seus inimigos". Andrew Hampp da Billboard fez uma análise positiva, considerando que a música é a grande surpresa em Lotus e a "mais orgulhosa e agradável" de Aguilera. Robert Copsey do Digital Spy elogiou o conteúdo lírico, afirmando ser uma "das suas preferidas" por isso mesmo, enquanto que Chris Younie, do canal de televisão 4Music, listou os adjetivos "poderosa", "forte", "completiva" e "impertinente" para classificar a obra.  Story Gilmore do sítio Neon Limelight comentou o seguinte: "Mesmo que adoremos Xtina pela sua voz incrível, também podemos gostar dela pela sua personalidade agressiva. A música é uma mistura brilhante de géneros com um coro digno de estrela de rock". Same Hine do Popjustice admitiu gostar do tema, principalmente "quando Christina fica um pouco vacilante e a melodia soa estranhamente boa com as letras", embora tenha realçando que não era o "seu melhor momento pop". Mike Wass, do sítio Idolator, comentou que "Circles" soa como "uma versão mais fofa de Nine Inch Nails", como "um comboio totalmente desgovernado, mas há algo divertido sobre Xtina colocar os seus inimigos no seu lugar". Caomhan Keane do Entertainment.ie sublinhou que considerava a faixa "divertida e deliciosa", e Melissa Maerz, da publicação, acrescentou que era uma espécie de "beijo atrevido".
Kitty Empire, através do britânico The Guardian, sublinhou que "a sonoridade dos versos evoca Rihanna", e Joseph R. Atilano do Inquirer Entertainment concordou com a opinião da colega, concluindo que é uma "das mais atraentes" do álbum e que era comparável aos trabalhos da cantora barbadense e de Nicki Minaj também. Melinda Newman do portal HitFix opinou que era uma canção "inconstante" e que era semelhante ao discurso de Gwen Stefani, enquanto que Mesfin Fekadu do The Huffington Post considerou que o seu "refrão punk rock gritava por ser remisturado por Rihanna ou Minaj". A análise de Annie Zaleski, do The A.V. Club, não foi unânime, nomeando a música como um "cruzamento do rock dos anos 90 com atitude antagónica de M.I.A.", contudo, criticou o seu significado lírico. Para Michael Gallucci, do sítio PopCrush, a faixa "mergulha de volta para o pop chiclete de estreia de Aguilera através dos seus versos, mas possui bombas de uma tonelada que distorcem a sua voz durante os refrões". Gallucci considerou ainda que o tema "parece não reconhecer o seu género musical", por isso "contenta-se ao ser uma de duas menos boas [no disco]".

## Desempenho nas tabelas musicais
Após o lançamento do disco, a faixa conseguiu entrar e alcançar a 160.ª posição na tabela musical da Coreia do Sul, South Korea Gaon International Chart, com vendas avaliadas em 1930 cópias.

### Posições
| Tabela musical (2012)                    | Melhor posição |
| ---------------------------------------- | -------------- |
| Coreia do Sul - Gaon International Chart | 160            |

## Créditos
Todo o processo de elaboração da canção atribui os seguintes créditos pessoais:
- Christina Aguilera – vocalista principal, composição, produção vocal;
- Alex da Kid - composição, produção;
- Candice Pillay - composição, produção vocal, vocais de apoio;
- Dwayne Abernathy - composição
- Josh Mosser - gravação musical;
- Oscar Ramirez - gravação vocal;
- J Browz - guitarra adicional.